# SK Votice
SK VOTICE,z.s. je fotbalový klub ve středočeských Voticích, který v kategorii mužů  působí momentálně v 7. lize skupiny D, Středočeského krajského fotbalového svazu.
Zatím nejvyšší odehranou soutěží v historii votického fotbalu je divizní soutěž Divize A, kterou hrál v letech 2006–2012. Klub má všechny věkové kategorie mládeže od předpřípravky po muže A.

## Historie votické kopané
Počátek historie votické kopané sahá do roku 1920, kdy se v rámci tehdejší tělocvičné jednoty, existující již od roku 1892, ustavil fotbalový klub SK Votice. 
V roce 1954 došlo k přejmenování na TJ Blaník Votice a v roce 1955 se hrál poprvé ve Voticích krajský přebor. Od roku 1962 na dlouhá léta převzal nad fotbalem patronát votický závod Tesla a do roku 1997 se hrálo pod názvem Spartak Tesla Votice. 
Po vstupu nového sponzora – Středočeské plynárenské a.s. se fotbalový klub přejmenoval na neutrální název FK Votice. Sloučením se sousedním Budenínem se v roce 2004 opět přejmenoval podle hlavního sponzora – SK MARILA Votice. 
V roce 2013 se opět měnil název na historicky původní SK Votice, který platí dodnes. 
K nejznámějším a nejslavnějším osobnostem minulosti votické kopané patří Miroslav  Beránek, hráč a trenér Slávie a reprezentace. Dobrou reklamou pro votický fotbal je i Pavel Zíka manažer s licencí FIFA.
Klubové barvy jsou modrá a bílá.

## Historické názvy klubu
- 1920 – SK Votice
- 1954 – TJ Blaník Votice
- 1964 – Spartak Tesla Votice
- 1997 – FK Votice
- 2004 – SK MARILA Votice
- 2013 – SK Votice

## Družstva (jaro 2025)
- A mužstvo (I. B třída Středočeského kraje, skupina E)
- B mužstvo (III. třída okresu Benešov, skupina A)
- Dorost (I. A třída Středočeského kraje, skupina D)
- Žáci (I. A třída Středočeského kraje, skupina C)
- Přípravka (Okresní přebor)

## Slavní hráči
- Miroslav Beránek
- Pavel Zíka
- Pavel Kuka
- Horst Siegl
- Michal Horňák
- Zdeněk Svoboda

## Umístění v jednotlivých sezonách
Jednotlivé ročníky
Legenda: Z - zápasy, V - výhry, R - remízy, P - porážky, VG - vstřelené góly, OG - obdržené góly, +/- - rozdíl skóre, B - body, červené podbarvení - sestup, zelené podbarvení - postup, fialové podbarvení - reorganizace, změna skupiny či soutěže
| Česko (2004– ) |                                        |        |    |    |   |    |    |     |      |    |        |
| Sezóny         | Liga                                   | Úroveň | Z  | V  | R | P  | VG | OG  | +/-  | B  | Pozice |
| 2004/05        | I. A třída Středočeského kraje – sk. B | 6      | 26 | 16 | 5 | 5  | 63 | 30  | +33  | 53 | 2.     |
| 2005/06        | Přebor Středočeského kraje             | 5      | 30 | 16 | 9 | 5  | 58 | 24  | +34  | 57 | 2.     |
| 2006/07        | Divize A                               | 4      | 30 | 9  | 7 | 14 | 33 | 47  | -14  | 34 | 12.    |
| 2007/08        | Divize A                               | 4      | 30 | 19 | 3 | 8  | 47 | 26  | +21  | 60 | 3.     |
| 2008/09        | Divize A                               | 4      | 30 | 13 | 5 | 12 | 47 | 49  | -2   | 4  | 8.     |
| 2009/10        | Divize A                               | 4      | 30 | 14 | 7 | 9  | 48 | 29  | +19  | 49 | 3.     |
| 2010/11        | Divize A                               | 4      | 30 | 18 | 5 | 7  | 59 | 32  | +27  | 59 | 2.     |
| 2011/12        | Divize A                               | 4      | 30 | 16 | 2 | 12 | 59 | 51  | +8   | 50 | 4.     |
| ...            |                                        |        |    |    |   |    |    |     |      |    |        |
| 2013/14        | I. A třída Středočeského kraje – sk. A | 6      | 30 | 14 | 5 | 11 | 56 | 42  | +14  | 47 | 6.     |
| 2014/15        | I. A třída Středočeského kraje – sk. A | 6      | 28 | 11 | 8 | 9  | 60 | 46  | +14  | 41 | 6.     |
| 2015/16        | I. A třída Středočeského kraje – sk. A | 6      | 30 | 12 | 9 | 9  | 67 | 52  | +15  | 49 | 5.     |
| 2016/17        | I. A třída Středočeského kraje – sk. A | 6      | 30 | 16 | 5 | 9  | 71 | 51  | +20  | 54 | 4.     |
| 2017/18        | I. A třída Středočeského kraje – sk. A | 6      | 30 | 13 | 5 | 12 | 64 | 56  | +8   | 45 | 7.     |
| 2018/19        | I. A třída Středočeského kraje – sk. A | 6      | 30 | 16 | 1 | 13 | 60 | 58  | +2   | 49 | 8.     |
| 2019/20        | I. A třída Středočeského kraje – sk. A | 6      | 16 | 7  | 1 | 8  | 26 | 31  | -5   | 2  | 11.    |
| 2020/21        | I. A třída Středočeského kraje – sk. A | 6      | 8  | 5  | 1 | 2  | 20 | 10  | +10  | 16 | 4.     |
| 2021/22        | I. A třída Středočeského kraje – sk. A | 6      | 28 | 13 | 4 | 11 | 51 | 55  | -4   | 43 | 8.     |
| 2022/23        | I. A třída Středočeského kraje – sk. B | 6      | 30 | 12 | 5 | 13 | 83 | 70  | +13  | 41 | 8.     |
| 2023/24        | I. A třída Středočeského kraje – sk. A | 6      | 30 | 4  | 1 | 25 | 26 | 133 | -110 | 13 | 16.    |
| 2024/25        | I. B třída Středočeského kraje – sk. D | 7      | 26 | 5  | 2 | 19 | 41 | 70  | -29  | 17 | 14.    |

Poznámky:
- 2019/20: Sezona nedohrána kvůli pandemii covidu-19.
- 2020/21: Sezona nedohrána kvůli pandemii covidu-19.